# منتخب بولندا لكرة القدم الشاطئية
منتخب بولندا الوطني لكرة القدم الشاطئية (بالبولندية: Reprezentacja Polski w piłce nożnej plażowej mężczyzn)‏ هو ممثل بولندا الرسمي في المنافسات الدولية في كرة قدم شاطئية ، يديريه اتحاد بولندا لكرة القدم.